# Arnór Atlason
Arnór Atlason, islandski rokometaš, * 23. julij 1984.
Leta 2008 je na poletnih olimpijskih igrah v Pekingu v sestavi islandske reprezentance osvojil bronasto medaljo.